# 圣巴德利爵圣殿 (费利曼图)
圣巴德利爵圣殿（Basilica of St Patrick）是一座罗马天主教宗座圣殿，位于西澳大利亚州费利曼图阿德莱德街。
该堂创建于1850年。目前的教堂建于1898-1900年，哥特复兴建筑，建筑师迈克尔·卡瓦纳。1994年升格为宗座圣殿。，为澳洲仅有的5座宗座圣殿之一
该堂也被列入遗产名录。